# 核兵器の歴史

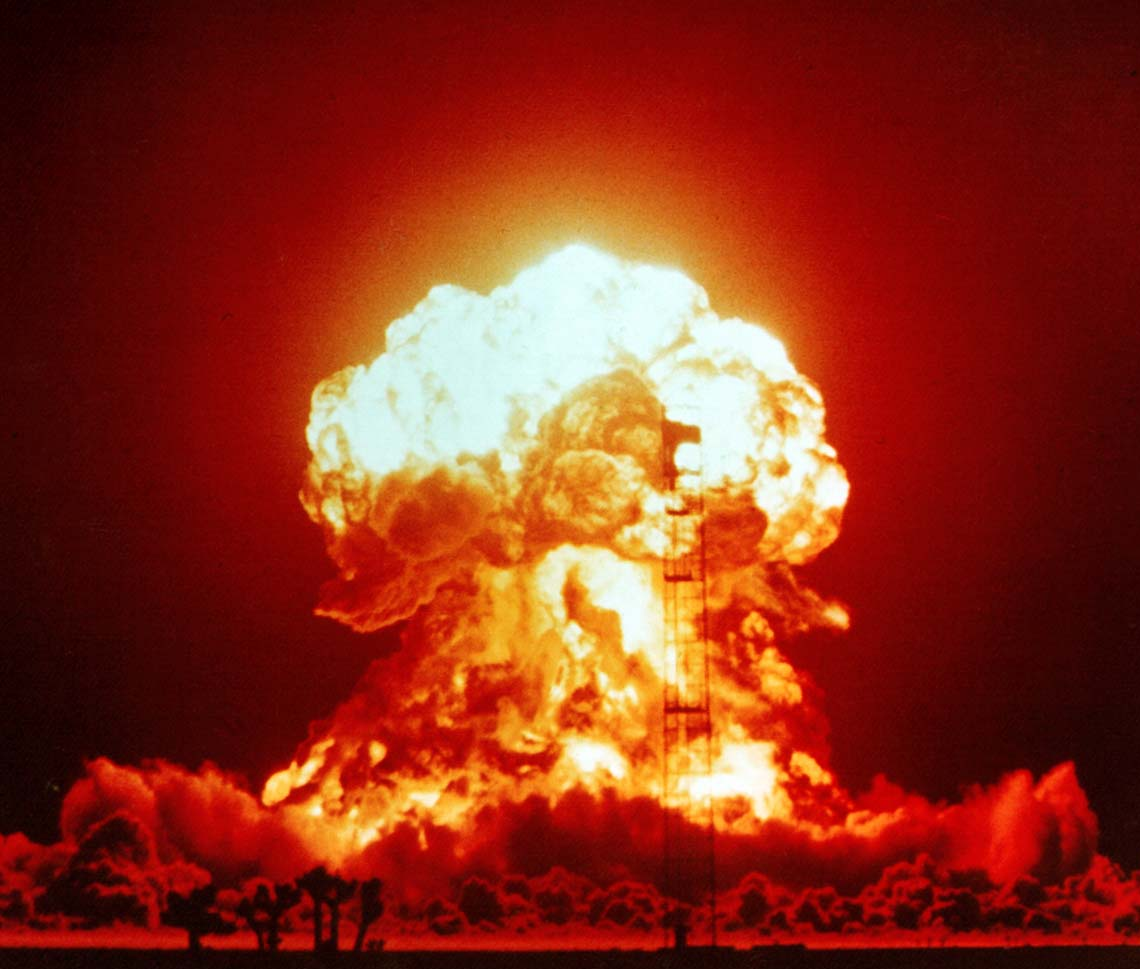
1953年4月18日に行われたアメリカのアップショット・ノットホール作戦の火球

核兵器の歴史（かくへいきのれきし）では、核兵器の開発史を時系列で記述する。核兵器とは、核分裂および核融合を用いた大量破壊兵器の総称である。
1930年代になされた核物理学上の発見によって核兵器の実現可能性が示された後、1940年代には実用兵器として使用できる原子爆弾が開発され、冷戦期間中に、米ソ両国による核開発競争を招いた。21世紀現在においても核開発は続いている。

## 概要
原子爆弾と呼ばれる核分裂を利用した兵器は、最初ケベック協定を背景としたアメリカ、イギリス、カナダの協力によるマンハッタン計画によって開発された。そしてその計画によって開発された核兵器は、第二次世界大戦の終わりに広島と長崎で実際に使用された。ソ連はその後独自の核兵器開発計画を進め、1949年に原爆を開発した。その後両国は、より強力な水素爆弾又は熱核爆弾と呼ばれる核兵器を開発した。
冷戦期間中を通じて、米ソ両国は数千の核兵器を備蓄し、核弾頭を備えた世界のどこをも狙うことができるミサイルを多数配備した。50年代から60年代にかけて他3国が核兵器を開発した。21世紀初頭、少なく見積もっても9つの国が使用可能な核兵器を所持しているとされている。核兵器の脅威と新たな国への核拡散を防ぐために、国際的な交渉が数多くなされている。
これまで、少なくとも4回の大きな偽の核警報が発令されていて、最近では1995年に起こっている。それらは、アメリカとロシア両方の早期警戒手続き (early warning protocols) による核攻撃の可能性を招いている。

## 1930年代の政治と物理

ウラン235に中性子が衝突させられると、ウランはバリウム141とクリプトン92へ核分裂し、1個から3個の熱中性子を放出する。そのとき同時に莫大なエネルギーも放出する。

### 純粋科学としての研究
20世紀前半は、各国で物理学者らがものの本質をつきとめるという目的のために、民族・国籍に関わりなく、また特段の国家目的や国家要請とは何ら関係なく、コスモポリタン的な雰囲気の中で全くの純粋科学として原子核の研究を競い合っていた時代であった。
20世紀の最初の10年に、原子の性質について物理学上の革命的な発見がなされた。1898年に、フランスの物理学者のピエール・キュリーと、そのポーランド人の妻マリ・キュリーによってピッチブレンド (閃ウラン鉱) 内から放射性物質が発見され、彼らはその放射性物質をラジウムと名付けた。この発見を知った科学者と一般の人たち両方は、我々のまわりにある物質が、莫大な量の見えないエネルギーを有していることを知り、これを利用できるかもしれないと考えるようになった。
1911年にアーネスト・ラザフォードによって行われた実験によって、原子のほとんどの質量は、原子核と呼ばれる原子の中心部に存在しているということ、原子は陽子という正の電化を持った粒子と、そのまわりを囲む電子を含むことが示された。1932年に、ジェームス・チャドウィックは、原子核にはもう一つの基本的な要素、中性子を含むことを発見した。
同年、ジョン・コッククロフトとアーネスト・ウォルトンは、原子を世界で初めて"分割"し、元素を別の元素に人工的に変換する実験を行なった。そして1933年、レオ・シラードは、中性子を用いた連鎖反応のアイデアを構想し、原子爆弾の理論的な可能性を提案した。シラードの取得した原子力の利用に関する特許は、1936年、秘密裏にイギリス海軍に譲渡された。実際に核兵器を開発したわけではないものの、このことをもってシラードを学術的な原子爆弾の父と呼ぶものも居る。
1934年、マリ・キュリーの娘イレーヌ・ジョリオ＝キュリーとその夫フレデリックは、アルミニウムへα線を照射することによって、人工放射性同位元素の製造に成功し、翌年二人はノーベル賞を得た。また同年、イタリア人物理学者のエンリコ・フェルミは中性子をウランへ照射することで、同様に放射性同位体が得られることを雑誌のネイチャーで報告している。

### 核分裂の発見
1938年の12月、ドイツ人化学者のオットー・ハーンとフリッツ・シュトラスマンはウランへ中性子を照射した後、ウランよりも原子量の小さいバリウムが発見されたと科学雑誌に発表した（核分裂の発見）。
同時に、二人はスウェーデンで働く物理学者のリーゼ・マイトナーにこの結果を手紙で相談した。マイトナーとその甥オットー・ロベルト・フリッシュは、すぐにこの結果が、核分裂 (このときはそうは呼ばれていなかったが) によるものだと解釈した。
1939年1月13日に、フリッシュはこれを実験で確かめている。
この実験の見学希望者の中に、ウィリアム・A・アーノルドというアイルランド系アメリカ人生物学者がおり、彼の言葉からバクテリアの細胞分裂になぞらえてこの現象を"分裂 (fission) "と名付けたという。
オットーとストラスマンの実験に対するマイトナーとフリッツの解釈は、すぐに公表前から大西洋を渡り、アメリカのプリンストン大学教授ニールス・ボーアのもとへ届けられた。プリンストンで働くコロンビア大学教授のイジドール・イザーク・ラービとウィリス・ラムの2人は、核分裂のニュースを聞き、それをコロンビア大学へ持ち帰った。そこで、ラービは数カ月前ノーベル賞を受けたばかりのエンリコ・フェルミにそのニュースを伝えたという。フェルミは核分裂が起こったという結果の正しさを確信した。その後すぐにボーアはフェルミに会うためにプリンストンへ向った。フェルミの教授室には彼が居なかったので、ボーアはプリンストン大学のサイクロトロンエリアへと降りていった。ボーアはそこで中性子の研究中の大学院生ハーバート・アンダーソンを見付けると、そこでウランの原子核の分裂と、その説明モデルについて語ったという。
ウランへ中性子を照射したときに起きる核分裂によって放出されるエネルギーを計測する必要がある、とコロンビア大学の多くの科学者は考えていた。1939年の1月25日に、コロンビア大学の実験チームは大学内のピューピンホール（Pupin Hall）の地下で、アメリカ初の核分裂実験を実施した。
ナチスが1938年にチェコスロバキアへ、次いで1939年にポーランドへ侵攻し、第二次世界大戦が勃発すると、様相は一変する。ヨーロッパのトップ物理学者たちは差し迫った危機を避け、アメリカへと渡っていった。枢軸国側、連合国側両方の科学者たちは、核分裂を利用した兵器の実現可能性について自覚していたものの、その時点ではどのように実現されるのかまったく分かっていなかった。にもかかわらず、第二次大戦の初期の数年のうちに、物理学者たちは不意に核物理学について公表することを差し控えるようになった。敵対する側がどんなアドバンテージも得られないようにするための自主検閲であった。

## 1940年に英米で発表された日本の研究
1940年5月3日付けの理研の仁科芳雄と東京帝国大学理学部化学科の木村健二郎等の論文に、ウラン238に高速中性子を照射した実験において、今では核兵器の爆発によって生成することが知られているネプツニウム237
を生成した ことが記され、同年、米国の物理学誌フィジカル・レビューに掲載された。また、同実験では、１回の核分裂で10個以上の中性子が放出され核分裂連鎖反応(超臨界)を伴うことが知られている対称核分裂による生成物 が生成されたことが、『Fission Products of Uranium produced by Fast Neutrons(高速中性子によって生成された核分裂生成物)』と題して、同年7月6日付けの英国の学術雑誌ネイチャーに掲載された。

## ロスアラモスからヒロシマ・ナガサキへ

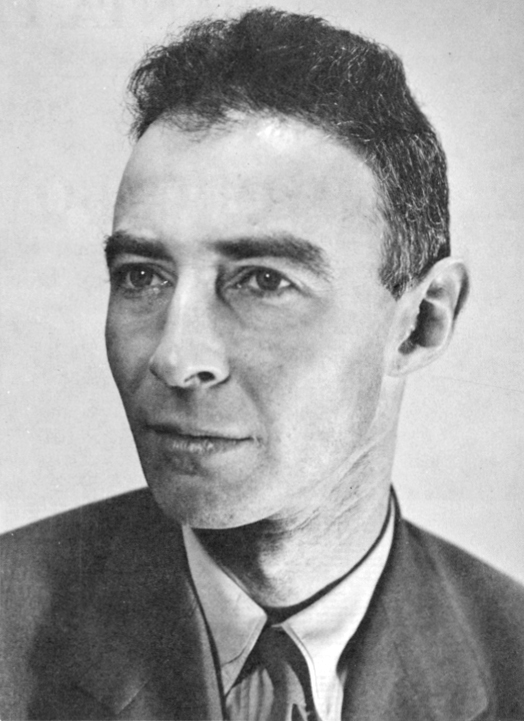
ロスアラモス研究所のリーダーを勤め、"原爆の父"と称される物理学者ロバート・オッペンハイマー

ウラン238 (青) とウラン235 (赤) の割合。
上から、天然ウラン (ウラン235の含有量0.7 %) 、低濃縮ウラン (3から4 %：原子力発電の燃料用) 、高濃縮ウラン (80 %超：原子爆弾用)

第二次世界大戦の初期、連合国側の科学者たちは、ドイツ国がノルウェーに対して重水の全在庫を購入する注文を行っていたことを察知し、ナチス・ドイツが既に独自の原子爆弾開発計画を始めているのではないかと懸念していた。連合国での最初の核兵器開発に関する組織的研究は、イギリスでチューブ・アロイズの一部として開始された。アメリカでは、レオ・シラードが同じハンガリー人の亡命科学者であるエドワード・テラー、ユージン・ウイグナーと話し合い、アインシュタインの知名度を利用して、ルーズベルト大統領に手紙を書いてもらうことを考えつき、1939年7月16日、シラードとウイグナーはアインシュタインを訪問、アインシュタインはこのとき初めて、連鎖反応と原爆製造の可能性を知って驚いたという。アインシュタインが手紙案の内容をドイツ語で口述し、それをウイグナーが書き取って持ち帰り英訳した。この文案を何度も書き変えた後、7月30日シラード、テラー、アインシュタインで再検討、アインシュタインが署名した。この「アインシュタインの大統領宛の手紙」は、大統領とつながりの深いアレキサンダー・ザクスによって10月11日に届けられた。この進言ののち同年、リーマン・ジェイムス・ブリッグス (en:Lyman James Briggs) の指揮のもとでウラン諮問委員会によって、アメリカでもウラン兵器の開発可能性についての研究が始められることになった。核分裂制御方法・ウラン濃縮技術・放射性プルトニウム生産技術も全くないゼロからのスタートであった。結局、ナチスドイツの核兵器研究は初期にとどまったため、自ら作り出した幻影に怯えての開発であった。
イギリス人科学者によって、核兵器が数年以内に完成しうるという計算がなされたが、それを受けてアメリカで1941年には核兵器開発を計画する部局が設立、1942年にレズリー・グローヴス准将の監督のもとに「マンハッタン計画」としてアメリカで本格的な核兵器開発が始まった。
アメリカの物理学者ロバート・オッペンハイマーによって指揮されたこのプロジェクトは、当世最高の科学的知性の持ち主たち (その多くはヨーロッパからの亡命者であった) と、アメリカの工業力の粋を結集し、ドイツより先に核分裂を元とした爆発装置を作りあげるという目的に向かって邁進させた。イギリスとアメリカは、両国のリソースと情報をこの計画のために共有するという合意に至ったが、ソ連などの他の連合国には知らされなかった
。

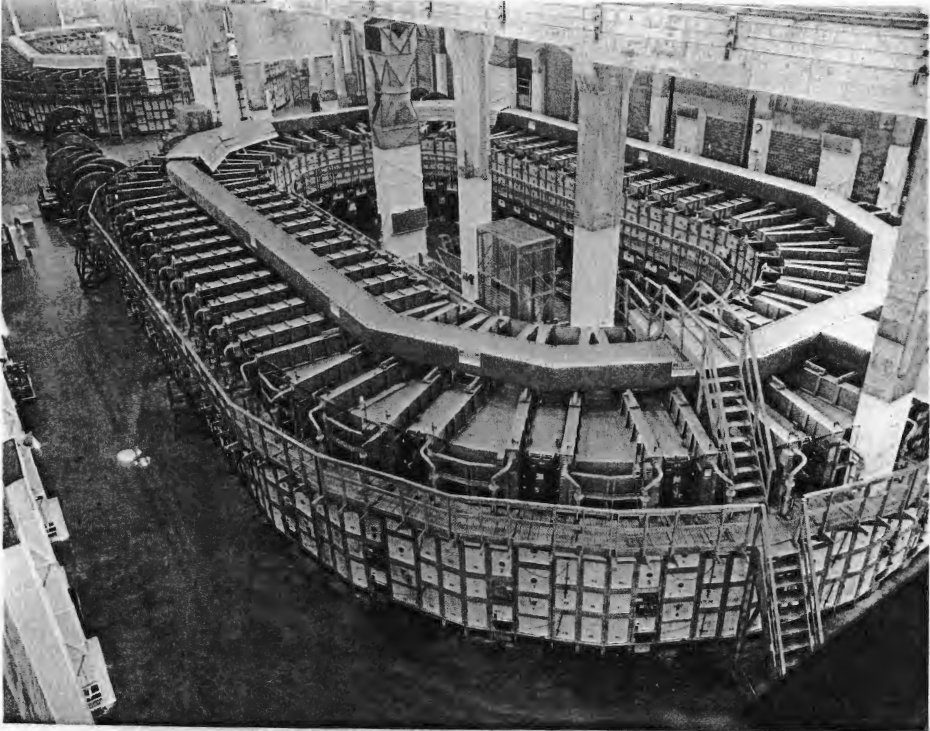
濃縮ウランとプルトニウムの生産のために、アメリカ各地に大規模な新型物理装置を備えた秘密工場が建設された。

莫大な工業力と科学力によって、マンハッタン計画は世界中の優れた科学者を研究・開発の両面に巻き込んでいった。アメリカは前例がないほどの莫大な投資をこの計画の戦時中の研究に費やし、この研究に関わった研究所はアメリカ・カナダの30ヶ所以上にも登る。科学的な研究は、主にロスアラモス研究所として知られる秘密研究所で行われた。
さて、ウランは自然界では2つの同位体、ウラン238とウラン235として出現する。ウラン235が中性子を吸収すると、核分裂を起こし2つの核分裂生成物を産みだす。そのとき同時に途方もないエネルギーと、平均2.5個の中性子を放出する。しかしウラン238は、中性子を吸収しても核分裂を起こさず、核分裂反応を止める働きを持つ（但し、これは低速な中性子線の場合であって、高速な中性子の照射によりU238も核分裂を起し、U235と同様に分裂に際して大きなエネルギーと中性子を放出する）。
ウランによる原子爆弾を作成するためには、ほとんど純粋な (少なくとも80 %の) ウラン235が必要であり、そうでなければウラン238が即座に核分裂の連鎖反応を止めてしまうということが分かった。最大の難問は、天然ウランの中でたった0.7 %しか含まれず、化学的な性質も変わらないウラン235だけを濃縮することだ、とフェルミらマンハッタン計画の科学者チームは即座に認識した。
戦時のプロジェクト中に、遠心分離法、ガス拡散法そして電磁濃縮法という3つのウラン濃縮方法が開発された。そのどれも、ウラン238は235よりもほんの少しだけ原子量が大きいという物理的性質を利用したものである。このうち遠心分離法は効率が良くなく、更なる研究を要するため、早々に放棄された。アーネスト・ローレンスによって発明されたサイクロトロンによって可能になったのが電磁濃縮法で、この方法は質量の差によるローレンツ力の違いに基づいている。しかし、大金を投じて建設されたサイクロトロンによるウラン濃縮も思ったような成果を挙げられなかった。ガス拡散法は、原子の質量差による気体の拡散速度の差を利用したものであるが、これが当時一番効率が良く、別の秘密研究所がテネシー州オークリッジに建設され、ウラン235の製造と精製が大規模に行われた。
ウラン濃縮への投資は莫大であった。当時、オークリッジ内の工場の一つであるK-25 (en:K-25) は、一つの建物にある工場としては世界最大のものだった。オークリッジの研究所では最大で1万人もの従業員を雇っていたが、彼らのほとんどは自分が何をしているのかについて知らされていなかった。
ウラン238は原子爆弾の最初の段階では使用できないものの、ウラン238が中性子を吸収すると最初不安定なウラン239となり、その後いくつかの不安定核への崩壊を経て、安定な核種である人工の原子プルトニウム239に崩壊する。プルトニウムも核分裂性の物質であり、核爆弾に使用しうる。反応の制御と持続が可能な原子堆 (atmic pile) —原始的な原子炉の呼び方—が世界で初めて、エンリコ・フェルミによってシカゴ大学の地下に作られ、その後大規模な反応炉が秘密裏にワシントン州のハンフォード・サイトとして知られる場所へ建設された。ハンフォード・サイトでは、コロンビア川の水を冷却水として使い、ウラン238を原爆のためのプルトニウムへ変化させていた。
核分裂兵器を作動させるためには、中性子が照射される際に臨界質量の核分裂性物質がなければいけない。最も単純な原子爆弾の動作方式は、ガンバレル型又はガンタイプと呼ばれるもので、臨界量に達しない核分裂性物質 (ウラン235など) に対して別の核分裂物質を衝突させ、臨界を起こさせ、速い速度で核分裂の連鎖を起こし、所望の爆発を生じさせるものである。1942年までに考案された核兵器には、ウランを使用した「リトルボーイ」、プルトニウム型の「シン・マン」、そして、爆縮方式による「ファット・マン」があった。

原子爆弾の2種類の起爆方法。
ガンバレル型 (上) とインプロージョン型 (下)

1943年の始め、オッペンハイマーは、シン・マンとファット・マンの両方の計画を続けるべきか決定しなければならなかった。プルトニウム砲身型は大量の研究資源を費やしていたにもかかわらず、最も核爆弾を製造できるか不確かなプロジェクトだった。1944年の4月にエミリオ・セグレによって、これはシン・マンに使われていたプルトニウムに、同位体のプルトニウム240が含まれており、それが不完全核爆発を起こしたためであるとされている。そのため、リトルボーイとファットマンの研究のみが続けられることとなった。
特に、爆縮方式によるファットマンの開発が優先されることになった。その方法は、化学的な爆発物を使い、臨界量以下のプルトニウムを周囲から強い圧力を掛けて圧縮し、臨界を起こさせるというものである。爆縮方式には、火薬の衝撃波を完全に均等な形でプルトニウムに伝えなければならないという難問がある。もし、わずかでも圧縮力が不均等だった場合、臨界を起こす前にプルトニウムもろとも木っ端微塵に飛散してしまい、効果的な爆発を起こすことができなくなってしまう。爆破加工に用いられていた爆薬レンズを応用し、光学的なレンズのように、燃焼速度の速い火薬と遅い火薬を組み合わせることで、対称な衝撃波を伝える、という方法によってこの問題は解決された。
Dデイの後、グローブス将軍はアルソス計画 (Project Alsos) として知られる科学者チームに命じて、ヨーロッパに上陸し東へと邁進する連合国軍に追従してドイツの核計画の進行状況を調べさせ、また同時に、侵攻してくるソ連軍にドイツの核物質や人材を奪われないようにさせた。ナチスドイツもヴェルナー・ハイゼンベルクらによって原爆製造を計画していたものの、結果としては、ナチスは計画に対して目立った投資をしておらず、それゆえ成功とはほど遠いものだったという。
一部の歴史家は、このとき科学者チームはナチスの核爆弾のラフな設計図を発見した、と主張している。研究は、ドイツ核エネルギー計画 (en:German nuclear energy project) によって指揮されていた。1945年の3月には、物理学者クルト・ディーブナー (en:Kurt Diebner) によってナチスの科学者チームが指揮されていて、原始的な核装置の開発に当たっていたとされる。
1945年5月8日にドイツが連合国に対して無条件降伏した時点で、マンハッタン計画は、いまだ使用できる兵器の完成まで数ヶ月遅れていた。同年4月にはアメリカの大統領フランクリン・ルーズベルトが死去し、前副大統領であったハリー・トルーマンが後を継いだ。当時は戦時であり、なし崩し的に大統領の権限は拡大しており、トルーマンは大統領就任まで核開発計画について知らされていなかったと伝えられている。トルーマンは大統領就任後24時間以内に、この戦時秘密計画について初めて知らされたという。とはいえ、まったく無知であったわけではないようで、『トルーマン委員会』と呼ばれた上院国家防衛調査委員会において、莫大な戦費が使われていることを知り、調査活動に出たがスティムソン軍事長官の要請を受けて中止したという。

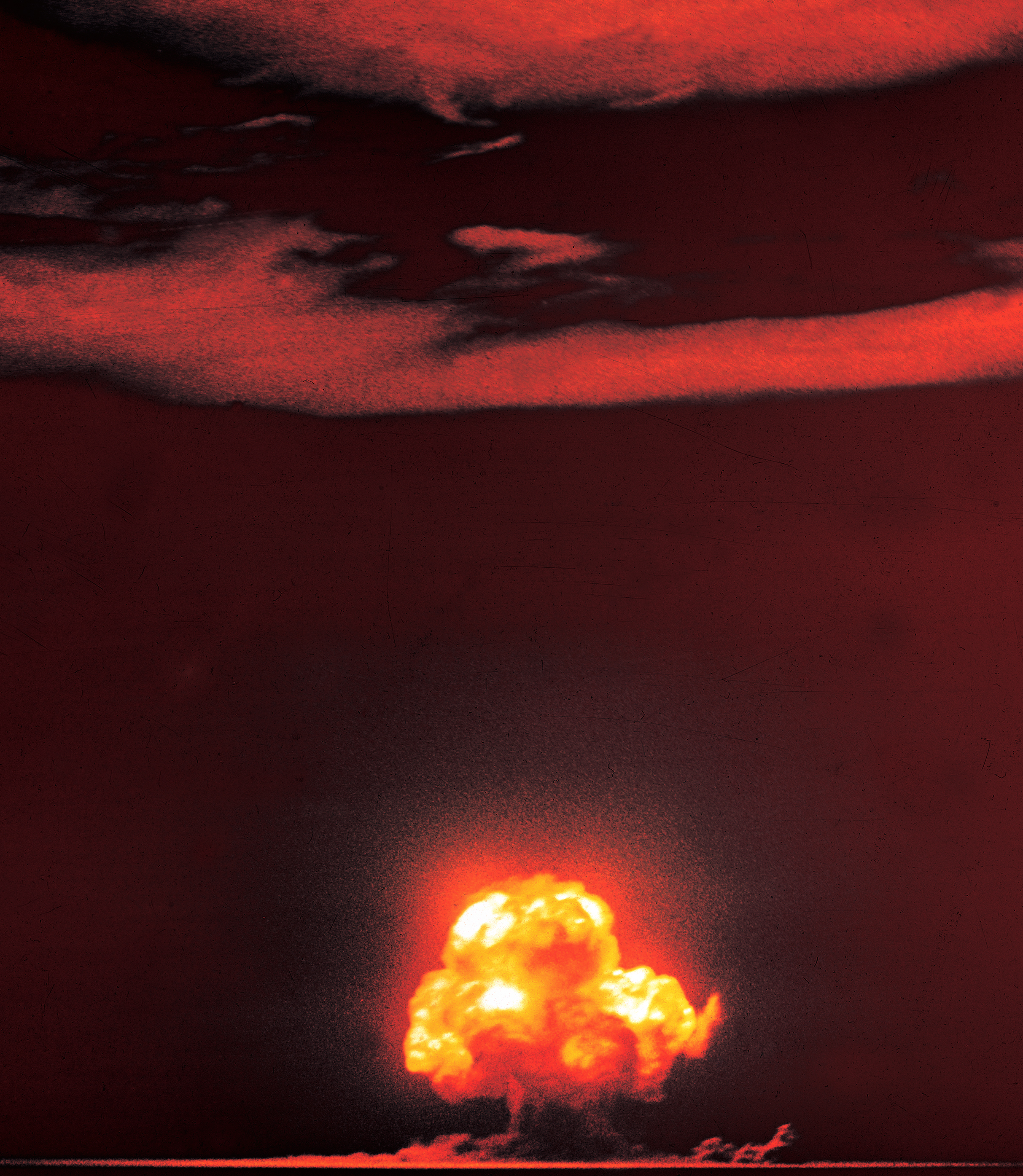
核の時代の幕開けを告げる、トリニティ実験で発生した人類初の核の火球。

確実に動作するプルトニウム兵器を作るのは難しかったので、事前に核実験の実施が望まれた。トルーマンは、すぐ後に控えた戦後のヨーロッパ情勢を決定する会談を有利に進めるため、その前に核実験の結果を知りたいと望んでいた。1945年7月16日、ニューメキシコ州アラモゴード北の砂漠で、ガジェットと名付けられた原爆を用いてトリニティ実験というコードネームを付けられた人類最初の核実験が実施された。原爆はTNT換算で約19 ktものエネルギーを放出した。これは当時までに使用されたあらゆる兵器の威力を上回るものであった。実験成功のニュースは直ちにトルーマン大統領へ届けられた。
トルーマンは、科学者たちや軍上層部の日本への原爆使用方法についての意見を総合し、最終的に日本の都市へ原爆を投下することを決定した。一部には、原爆をデモンストレーション用として無人の地区に使用するべきとの意見 もあったが、大部分は人の住む都市で実際に原爆が兵器として使われることを望んだ。これには、日本政府に対して抗戦の意図を挫くために強力なメッセージを送り、特に日本本土に対しての上陸作戦を不要にすることによって、米軍将兵の犠牲を減らすという軍事的な動機に基づくものであったとされる。もし本土への上陸が行われれば、米軍将兵の死傷者は50万人を超える とされており、また日本側にも同数以上の犠牲者が出ると想定されたので、トルーマンは「原爆の投下は戦争を短縮し、何百万もの生命を救った ("We have used it in order to shorten the agony of war, in order to save the lives of thousands and thousands of young Americans.")」 と主張している。

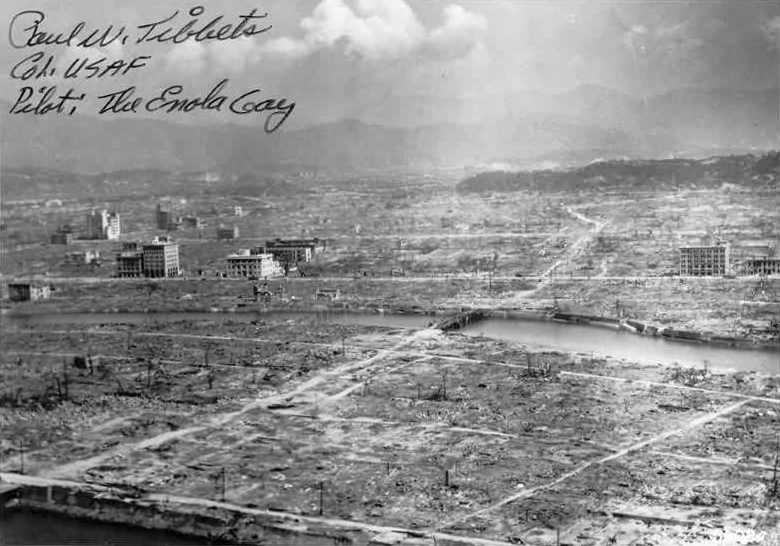
原爆投下後の広島の廃墟

1945年5月10日ロスアラモス内のオッペンハイマーの執務室で、8月初めに使用予定の2発の原子爆弾の投下目標として、次の4都市がはじめて選定された。それは、京都、広島、横浜、小倉である。最終的には、広島と長崎がターゲットに選ばれ、1945年8月6日に広島へウラン型原爆のリトルボーイが、3日後にプルトニウム型のファットマンが長崎へ投下された。犠牲者については諸説あるが、2発の原爆で計20万人程度が亡くなったとされている。
日本に対する原爆の使用が不可避であったのかには議論がある が、ソ連への示威行為であったとの指摘もある。
マンハッタン計画は米英加の共同作業であり、情報共有の賜物であったが、アメリカの1946年原子力法で導入された「ボーン・シークレット」である秘密資料の管理により、協力体制は実質的には一旦終わりを迎えた。

## ソビエトの核計画
ソ連の原爆開発責任者となったハリトン博士も、ハーンの発見報告が核分裂と中性子による連鎖反応の可能性を示すことに気づいたという。ソビエト連邦（ソ連）は、アメリカ合衆国と他の連合国間による核開発計画の共有に参加できなかった。しかし、戦時中を通して、ソ連は多くの情報をフックス等のマンハッタン計画内の自主的なスパイから受けとっていたとされている
（ヴェノナ・プロジェクトも参照。ソビエトの暗号通信では、Enormozというコードネームで知られていた）。1943年には国家プロジェクトとして核兵器開発を進めることにした。
また、ソ連の核物理学者イーゴリ・クルチャトフは、連合国の兵器開発を注意深く見守っていた。そのため、ポツダム会談の席でヨシフ・スターリンはトルーマンに、アメリカが"強力な新型兵器"を開発した、と聞かされても驚かなかった。スターリンが興味を示さないことに、トルーマンはショックを受けたという。
マンハッタン計画でのソ連のスパイは、全員自主的なスパイであり、ロシア人は居なかった

 。
スパイの中には、ドイツからの亡命者である理論物理学者のクラウス・フックスなどがおり、貴重な情報が彼によってソ連にもたらされたという。その他、ロスアラモスに居たスパイ (お互いに面識はなかったが) には、セオドア・ホール (en:Theodore Hall) やデビッド・グリーングラス (en:David Greenglass) などが居る。しかしロシアはまだ大祖国戦争（独ソ戦）で忙しかったため、これらの情報を生かすのには戦後を待たなければいけなかった。
第二次世界大戦直後の年、核兵器の国際的な統制の必要性が世界中で議論の的となった。原爆開発に関わったロスアラモスの科学者たちは、「原子力の国際統制」の必要性を説き、1945年11月には米英加3国によって原子力の国際管理を司る委員会の国連への設置が提案
、
12月27日の米英ソ外相級が臨席したモスクワ三国外相会議では国連での設置検討が声明として盛り込まれ、翌46年には原子力委員会を安全保障理事会のもとに設立することが決議された。それにもかかわらず、米国は国際管理体制が機能するようになるまでは原爆を保有し続ける姿勢を明確にしたため、早々とソ連の離反を招き、ソ連は独自の核兵器の開発を進めることとなった。国連原子力委員会は1948年5月に無期限休会した。
その後、マンハッタン計画から得た情報を元にしながら、ソ連はその工業力と人材を核開発へと注ぎ込んだ。ソ連の核開発計画でまず問題となったのは、兵器として使用可能なウランをどこから採掘するかという問題である。ソ連領土内からはウランを発見できず、またアメリカ合衆国は当時知られていた最大の (純度の高い) ベルギー領コンゴのウラン鉱山を独占していた。ソ連は囚人を使ってチェコスロヴァキア内の旧い鉱山を発掘させ、最終的にはウランを発見した。
ソ連は、NKVDの議長ラヴレンチー・ベリヤ (スターリンの腹心であり大粛清の実行者として知られる) の監督のもとで「原爆開発プロジェクト」を開始、それらのプロジェクトは"秘密都市"と呼ばれる地図にすら載らない都市の中だけで研究されていた。
ロスアラモスを模したソ連の都市、サロフでは物理学者のユーリ・ハリトンが原爆開発の科学的な指揮を取った。しかし、監督者たるベリヤは科学者たちのことも、集められたスパイの情報も信用していなかった。そのため、ベリヤは複数の科学者チームを (互いにそうとは知らせずに) 同じタスクに割り当てさせ、もしそれぞれが違う結果に至った場合のみ、彼らを互いに引き会わせ結果を議論させた。彼は研究の進行状況の二重確認のために科学者たちの間にスパイをもぐりこませたという。また、ベリヤは効率的な原爆の設計ではなく、アメリカによって成功が確かめられた、ファットマン型の原爆を開発することを決定した。
頑強で科学的な知識の欠けたベリヤの監督の下ではあったものの、ソ連の科学者たちは研究を続け、1949年8月29日には、アメリカ側では"Joe-1"（RDS-1）と呼ばれたソ連初の原爆実験がセミパラチンスク核実験場で行われた。アメリカの見込よりも数年早い完成だった。ソ連が最初の核兵器を開発したというニュースは、アメリカによって世界へもたらされた。というのは、アメリカがカザフスタン国境近くで放射性降下物を観測したためである。
アメリカは核兵器の「独占」を失い、この後両国は終わりのない核開発競争を続けていくことになる。ソ連の核開発はアメリカで恐怖をもって受けいれられ、ジョセフ・マッカーシー上院議員による赤狩り（マッカーシズム）のような事件を引き起こした。しかし、近年ソ連崩壊後に得られた情報によると、ソ連のスパイは全員この赤狩りを逃れていたとされている。

## 最初の水素爆弾

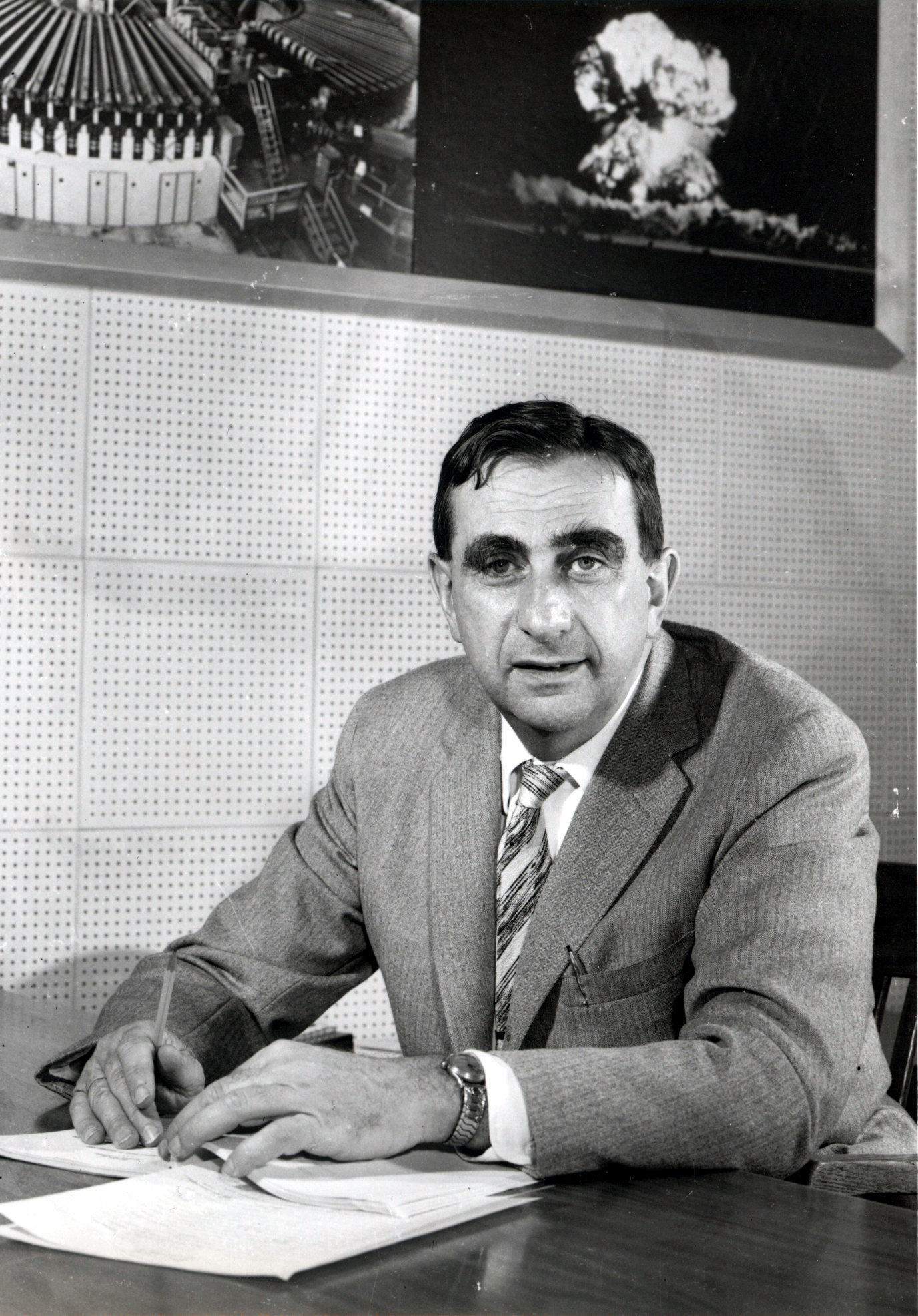
ハンガリー人物理学者のエドワード・テラーは、水爆の起爆方法の研究に従事し、"水爆の父"と呼ばれている。

核分裂兵器を核融合過程の点火に使うことができるかもしれないという考えは、1941年にまで遡る。
真偽のほどは分からないが、日本の京都大学理学部の萩原篤太郎が1941年5月の講演のなかで、U235の爆発的連鎖反応についてと、それを起爆剤とした水素の熱核融合のアイデアを議論したと言われている。
1942年には、バークレーのカリフォルニア大学でオッペンハイマーが開催した、最初の核兵器の開発に関する核物理学理論のカンファレンスにおいて、参加者の一人のエドワード・テラーは、エンリコ・フェルミの提案した、太陽の力そのものと同じ反応を用いる超強力爆弾の開発を進めるべきだと強硬に主張した。テラーは共産革命下のハンガリーで少年期を過ごし、それ以来共産党をそしてソ連を恐れ憎んでいた。ソビエトの脅威に対抗することのできる超強力兵器の開発を、自分の天命だと考えていたのである。
しかし当時は、核分裂爆弾の開発のほうが容易で、水素爆弾よりは第二次世界大戦の終了までに完成できる可能性が高いと考えられていた。しかし、実際のところ"普通の"原子爆弾の開発すらその後数年間の莫大な研究を要したので、実現可能性に乏しい超強力爆弾にはあまり関心が向けられなかった。テラーだけが、計画のリーダーのオッペンハイマーとハンス・ベーテの指示に逆らい、水爆の研究を続けていた。
日本への原爆投下の後、ロスアラモスの多くの科学者たちは、最初の原爆よりも強力な兵器を作るという考えに反対し、研究所を去っていった。彼らの疑問は、一部は技術的なもの、つまり、そのような兵器の設計がうまくできるのかどうか分からなかったというものもあるし、そのほかには道徳的な疑問もあった。そのような超強力兵器は、科学者たちの考えによると、戦場では使えず、それゆえ一般市民に対する虐殺用の兵器としてしか使えないものであるからだ。
ベーテ、そしてフェルミのような多くの科学者たちは、アメリカはそのような兵器を作るべきではなく、もしも開発すればソ連による水爆の軍拡を招くと主張して反対した。一方で水爆の推進者たち、テラーやアーネスト・ローレンス、ルイ・アルヴァレらは、そのような兵器の開発は避けられないことであって、水爆の否定はアメリカ国民の防衛を否定するものであると主張した。
このとき、マンハッタン計画を継承したGeneral Advisory Committeeのリーダであったオッペンハイマーは、アメリカ原子力委員会において水爆の開発をしないように提言した。その理由は、オッペンハイマーの考えによると、水爆技術の開発によるソ連に対するアドバンテージは一時的なものであり、また合衆国の原子力開発のリソースを水爆の開発に向けるよりは、強力で数多くの原爆の開発・生産に向けたほうがより効率的であるとの考えたからであった。より多くの原子爆弾を所持したほうが、巨大で扱いにくく、限られた標的しか破壊できない強力な水爆を所持するよりは有効だ、というのである。
それに加えて、もしそのような強力な兵器が米ソ両国によって開発されたのならば、それがアメリカに対して使われたときのほうがより破壊的な効果をもたらすと考えられた。それは、アメリカのほうが都市の工業の集積度と人口密度が高い地域が多く存在し、巨大兵器による理想的な標的となるからである。

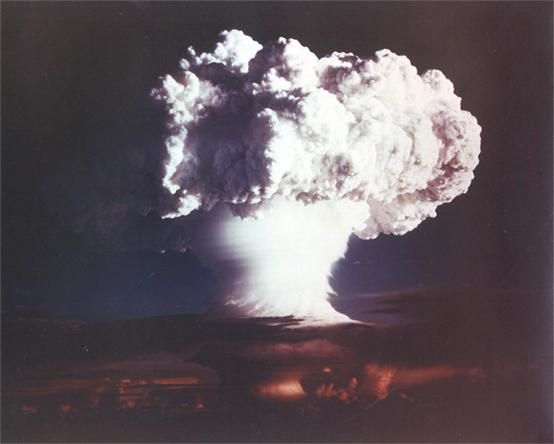
1952年のアイビー作戦での最初の水爆の火球

結局、トルーマン大統領は、ソ連による1949年の核実験を受け、最終決断を下した。1950年1月31日、トルーマンは水爆開発の強硬計画を表明した。テラーの提案した原子力の第二研究所、ローレンス・リバモア国立研究所が建設され研究が始まった。しかしこの時点では、水爆の正確なメカニズムはいまだ知られていなかった。"伝統的な"水素爆弾—核分裂の熱を核融合物質の点火に使うもの—は動作しえないと思われていた。しかし、ロスアラモスの数学者スタニスワフ・ウラムの洞察によって、原子爆弾と核融合物質を爆弾の中の別の場所に配置し、原子爆弾の圧力を核融合物質を起爆する前段階の圧縮に使えば核融合兵器が実現可能だということが示された。
テラーはこの考えを更に押し進め、"George"と名付けられた強化型の核分裂実験 (少量の核融合燃料を用いて核分裂反応を強化した装置) を行い重水の核融合の実現可能性を確かめ、その後真の多段階水爆、テラー・ウラム型水爆実験を実施した。オッペンハイマーやベーテといった多くの科学者たちは最初この兵器に反対したが、その後この種の兵器の開発が止められないと分かると考えを覆した。
最初の核融合爆弾実験は、1952年11月1日アメリカでアイビー作戦としてエニウェトク環礁で実行された。コードネームはマイク (Mike) と名付けられた。マイクは液体の重水素を核融合燃料として使い、原子爆弾を起爆装置として用いるものであった。この水爆はプロトタイプであり、実戦兵器としては使用できないものだった。というのは、6mもの高さと64tもの重量があり、それに加えて重水素を液体に保つための、10tを超える重量の冷却装置まであったので、その当時のいかなる飛行機によっても運搬できなかったからである。
マイクの爆発は10.4メガトンのエネルギーを放出した。これは長崎に落とされた原爆の450倍を超えるものである。水爆の設置されたエルゲラブ島は跡形もなく消滅し、直径1.9km、深さ50mにもなるクレーターが水中に形成された。トルーマンは最初、次の大統領選挙への影響を考え実験について秘密にしようとしたが、1953年1月7日、トルーマンはメディアを通じて水爆開発の成功を示唆した。

テラー・ウラム型水爆の基礎。原爆は核融合燃料の圧縮と起爆に使用される。

ソ連はそれに負けることなく、1953年8月12日にアンドレイ・サハロフによって設計された最初の熱核兵器を爆発させた。これは西側では"Joe-4"（RDS-6）として知られている。ソ連の水爆開発はアメリカ政府と軍部両方に、ソ連が既に運搬可能な水爆を所有しているのではないかとの懸念を抱かせた。しかし、ソ連の最初の"水爆"は真の水爆ではなく、数百キロトンのエネルギーを放出しただけだとされている。しかし、この兵器の完成はソ連にとって強力なプロパガンダの道具となり、技術的な違いはアメリカの一般市民と政治家に無視された。
ソ連の水爆実験がマイクのすぐ後に行われたので、結局のところアメリカの水爆開発は避けられなかったのだ、水爆開発の推進は正しかったのだ、とテラーら水素爆弾の推進者たちは自らを正当化した。当時は、マッカーシーによる赤狩りの真っ最中だったので、オッペンハイマーら水爆の反対者はロスアラモス研究所を追われてしまった。
1954年3月1日、アメリカはリチウムの同位体を用いた最初の航空機に搭載可能な小型の熱核兵器を爆裂させた。この水爆はキャッスル・ブラボー実験の"シュリンプ (Shrimp) " (小エビの意) という名前の爆弾で知られている。実験はマーシャル諸島にあるビキニ環礁で実施された。水爆は15メガトンの出力があり、想定より倍以上も大きいものだったため、アメリカの歴史において最悪の放射性物質による被害をもたらした。
想定より大きな爆発と、悪い天候状況、そしてアメリカの危険区域の設定の狭さから、1万平方キロメートル以上に渡って死の灰が降りそそぎ、周囲の人間に健康被害を及ぼした。この中には日本の漁船第五福竜丸やマーシャル諸島の住人も含まれている。これらの地域は現在でも人が住んでいないが、かつての住人は今でも放射能による癌や障碍に苦しめられている。第五福竜丸の事件は日本でも大きな反響を呼び、反核運動が起こるきっかけとなった。
水爆の時代の到来は、一般の人々と軍人の両方にとって、核戦争についての考え方に深刻な影響を及ぼした。それまでは、原子爆弾による核戦争の影響はある程度限定されうると考えられていた。原爆が航空機から投下され、一つの大きな都市を破壊できるのみであるとするなら、原爆は先の大戦での空爆 (例えば日本やドイツに対して行われた激しい空襲) の技術的な拡大に過ぎないと考えられるからである。そして、そのような兵器が世界規模での死傷者を生みだす、というのは単なる深刻ぶった誇張だと考えられていた。
当時のたった10年ほど前にも一部の人は、原子爆弾の力によって、事故か意図してかによらず人類が地上の全ての生命を終わらせる力を持ってしまうかもしれないと心配していた。しかし、当時のテクノロジーは人類がそんな力を持つところまでは至っていなかった。それでも、水爆のとてつもない力によって人類は世界を破滅させる力にまた一歩近づいたように思われた。
キャッスル・ブラボー事件は、核戦争の生存可能性についての多くの疑問を生じさせた。米ソ両国の政府の科学者は、核融合兵器は核分裂兵器と違って危険な放射性の副産物を生成しないため、より"綺麗"だと主張した。技術的には真実だが、これは重大な問題を隠してしまっている。多段階の水爆の最終ステージでは、核融合によって生成される中性子を使って水爆の周囲を包む天然ウランを分裂させる。水爆は、この核分裂によって核出力の半分以上のエネルギーを得ているのである。
水爆における核分裂段階は単独で使用されたときより"汚い"、つまりより多くの放射性降下物を生みだすと考えられている。この事実は、ブラボー実験の後にできた高くそびえ立つような死の灰の雲ができたことによって確かめられた。1955年にソ連が初のメガトン級爆発実験を行なったとき、一般人も政治家たちも"限定"核戦争はもはや不可能だと考えた。都市や国が直接の核攻撃対象とならなくても、普段からの大気の流れによって放射性降下物の雲と危険な核分裂の副産物が四散し、世界中の目標外の都市の土壌や水の中に入り込んでしまうからである。
世界規模での核兵器の打ち合いによる放射性降下物の影響はいかほどかという考察が、世界中で始められた。この中には、核兵器を保有しておらずそれゆえ直接の核兵器の脅威のない国も含まれていた。世界の運命は今や核兵器を生産しうる大国の運命と結び付くこととなったからである。
核の冬も参照。

## 核抑止政策と瀬戸際外交
1950年代から1960年代初頭にかけて、米ソ両国はお互いに相手が核戦力の優位を得ることのないように、数多くの原爆・水爆を開発していった。この競争は、技術的にも政策的にも、さまざまな形をとって冷戦期間中を通じて続けられた。
広島と長崎に投下された最初の原爆は、巨大なカスタムメイドの爆弾であり、装備と配備には高度な訓練を受けた専門職員が必要とされた。それらの原爆は、大型爆撃機—当時ではB-29—によってしか投下できなかったし、一機につき一発の原爆しか装備できなかった。
初期の水爆も、同様に巨大で複雑な爆弾であった。一機の飛行機に対した一発の核爆弾の重量比率は、伝統的な非核兵器と比べると途方もなく大きかった。しかし、他の核保有国に対峙する場合にはこれは深刻な危険性があると考えられた。戦後直後の数年間に、アメリカは一般的な兵士が使えるような、ノーベル賞物理学者ではなくても扱えるような核兵器の開発を進めた。そして、1950年代には、核兵器を改善するための一連の核実験が繰り返された。
1951年に始まった、ネバダ州の砂漠の中にあるネバダ核実験場がアメリカの全ての核実験の主要な実験場となった。(ソ連ではセミパラチンスク核実験場が似た役割を果した。) 核実験は、大きく2つのカテゴリに分けられた。兵器関係 ("weapons related") (新兵器が動作するかの検証、または新兵器が正確にはどのように動作するかの観察) と兵器効果 ("weapons effects") (兵器が様々な条件の下でどのように振る舞うか、軍組織が核兵器に晒されたときどのように行動するかの観察) である。
初期の核実験はほとんど全て大気中 (地上) か水中 (マーシャル諸島での実験のように) で行われた。核実験は、国力と技術力の両方の力を示すしるしとして使われたが、このころ実験の安全性についての疑問も起こった。核実験は放射性降下物を大気中にまき散らすからである。(1954年のキャッスル作戦の事件で、これは劇的に証明された。)

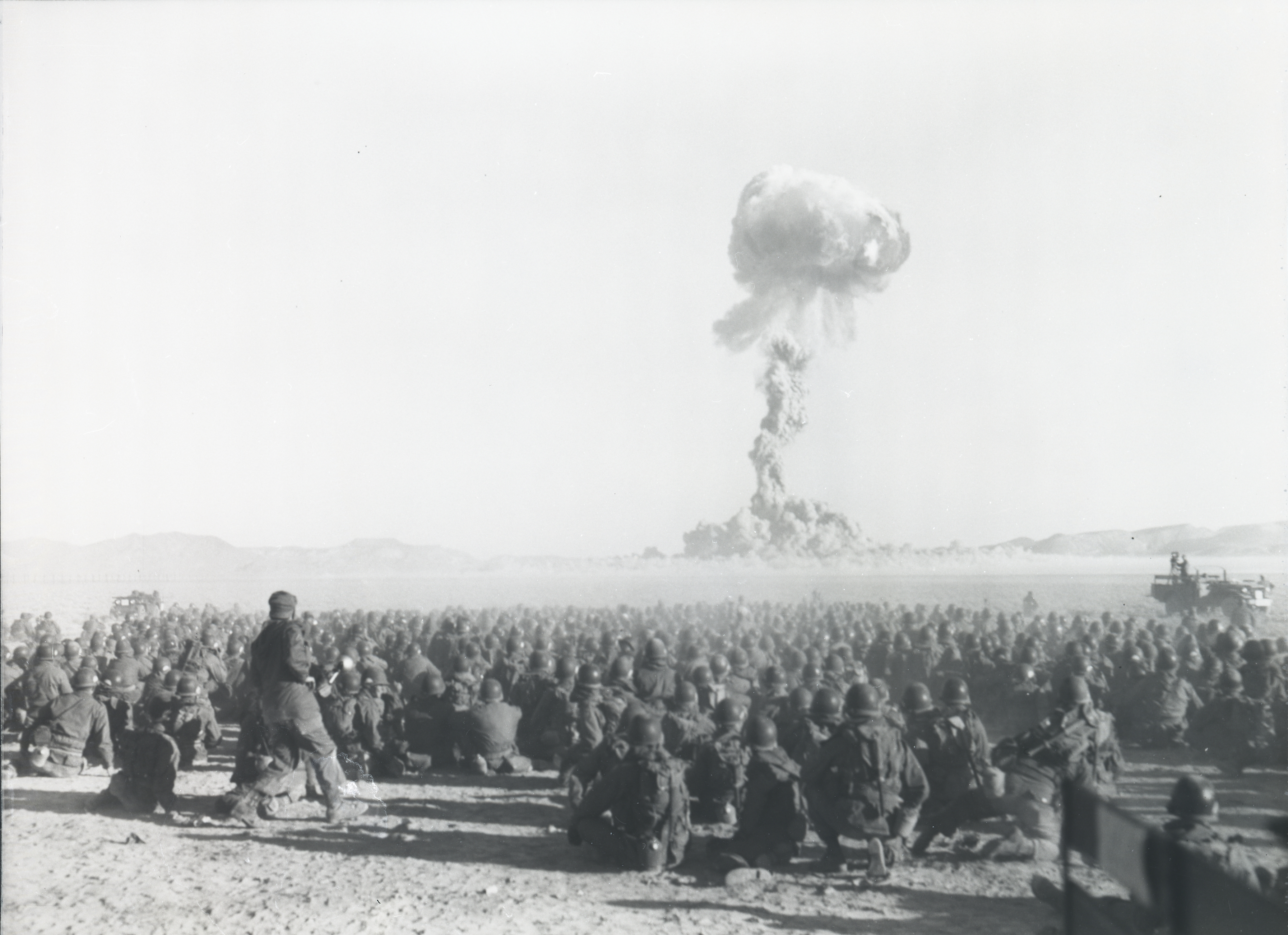
ネバダ核実験場では、何百回もの核実験が実施された。

核実験は技術的な開発力のしるしとして考えられてきたが (使用可能な核兵器を核実験することなしに設計できる能力があるとは考えにくい)、核開発競争の中止のための見返りとして、実験の中止がたびたび要請されてきた。多くの優秀な科学者と政治家は、核実験の中止を訴えた。1958年、アメリカ、ソ連そしてイギリス連邦 (新規の核保有国) は政治問題と健康問題への配慮から、共同で宣言を発表し核実験の一時的な停止 (モラトリアム) を宣言した。しかし1960年に新たにフランスが核兵器を開発、1961年になってソ連が停止を撤回し核実験を再開すると、米ソ両国はこれまで以上の頻度で核実験を繰り返すようになった。
政治力の誇示のために、1961年10月にソ連は史上最大の水爆、ツァーリ・ボンバの実験を実施している。ツァーリ・ボンバは、最大で100Mtの出力を想定されていたが、半分程度にまで出力を下げて実験が行われた。これはあまりにも巨大すぎるために実用兵器としては不適当なものであったが、100km先でも人体に最も酷い火傷を起こすことができるほどの熱を放出したという。またその稚拙な設計のために、1945年からこの時までに全世界で放出された放射性降下物の4分の1がこのときに放出されたという。
1963年、このときの4カ国の核兵器保有国と、それ以外の多くの非核国は部分的核実験禁止条約に調印し、大気中・水中・大気圏外での核実験を禁止した。しかし、この条約は地下核実験を禁止していなかったため、その後も核実験は続けられることになった。
60年代に入ると、多くの核実験は比較的穏やかな (つまり、出力の低い) ものが多くなり、純粋に技術的目的の"実験"というよりは、政治力の暗示目的での実験もなされた。そして、兵器の改良は2つの形を取るようになっていった。つまりは、より強力で効率的な核の開発と、核兵器の小型化の2つである。
核兵器が小さければ、爆撃機はより多くの核爆弾を運搬することができる。それはつまり、相手がどれほど厳しい防空体制を敷こうとも、核攻撃が脅威となるということを意味する。また、1950年代から60年代にかけて近代的なロケットが多く開発されたが、小さな核兵器はロケットで使用しやすいということも意味する。アメリカ合衆国は、戦後弾道ミサイルの開発に尽力した。それらの多くは、第二次大戦中にナチスが開発したV-2のようなロケット技術を鹵獲したものから、またはヴェルナー・フォン・ブラウンのようにドイツからアメリカに亡命した技術者の協力のもとで研究が進められた。アメリカのペーパークリップ作戦によって、彼らの多くが戦争末期にアメリカに渡っていたためである。

## 兵器の改良

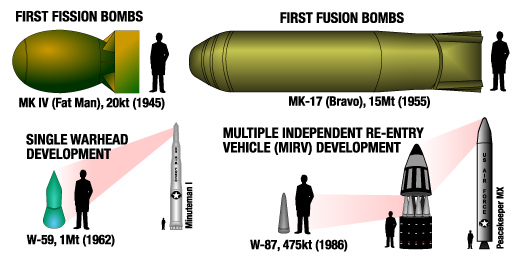
各年代の核兵器の大きさ比較。核兵器は改良を重ねて小型化していった（左上：ファットマン、右上：Mark 17核爆弾、左下：W59核弾頭、右下：W87核弾頭）。

核弾頭を装備したオネスト・ジョンのようなロケットは、1953年に初めて実戦配備されたのだが、それらは比較的短距離 (最大25km) の射程しか持たず、威力もファットマンの倍程度に限られた地対地ミサイルであった。そのため、これらのミサイルは限られた軍事的状況で使われることだけを想定されていた。つまり例を挙げると、アメリカ合衆国国内に配備された短距離ミサイルは、モスクワに対して即時攻撃するという脅しのためには使えないわけである。そのため、これらのミサイルは"戦術的な"、つまり規模の小さい軍事的状況での使い方しかできないのである。
"戦略的な"目的— 敵国全体への脅威となる兵器—のためには、当時長距離を航続可能な戦略爆撃機によってしか、相手国内に投下することはできなかった。米国では、1946年に戦略航空軍団が創設され、命令があったときにすぐにモスクワを爆撃できるように24時間常に航空機を飛ばし続けた。戦略航空軍団の司令官にはカーチス・ルメイ将軍 (日本への焼夷弾による大空襲の発案で知られる) があたった。
核兵器とその運搬技術の開発は、それまでの軍事思想とは違った核戦略という新たな理論の発展を促した。核戦争が起こったときの被害があまりにも甚大であると考えられたため、人類の歴史が始まって以来初めて、もはや今後戦争をすることは不可能かもしれないと考えられるようになった。冷戦のはじめの数年にソ連に向けたメッセージで、当時の合衆国大統領ドワイト・アイゼンハワーは大量報復戦略ドクトリン考えを明らかにした。それによると、もしソビエト赤軍がポツダム会議で保証された東側諸国以外のヨーロッパ諸国へ侵略しようとした際には、アメリカはソ連軍 (とおそらくソ連のリーダーも) に対して核兵器を使うだろうと宣言していた。
即応テクノロジー (ミサイルや長距離爆撃機) の発達によって、これらの政策は変化していった。もし、ソ連も核兵器を所持しており、かつ、同様の大量報復政策を取っていたとすると、アメリカによる核先制攻撃や通常兵器に対する核による報復は、必然的にソ連による報復を招くことになる。この認識が、後に相互確証破壊 (Mutually Assured Destruction:MAD) として知られるようになる理論が軍部やゲーム理論家やランド研究所といったところで研究されるきっかけとなった。

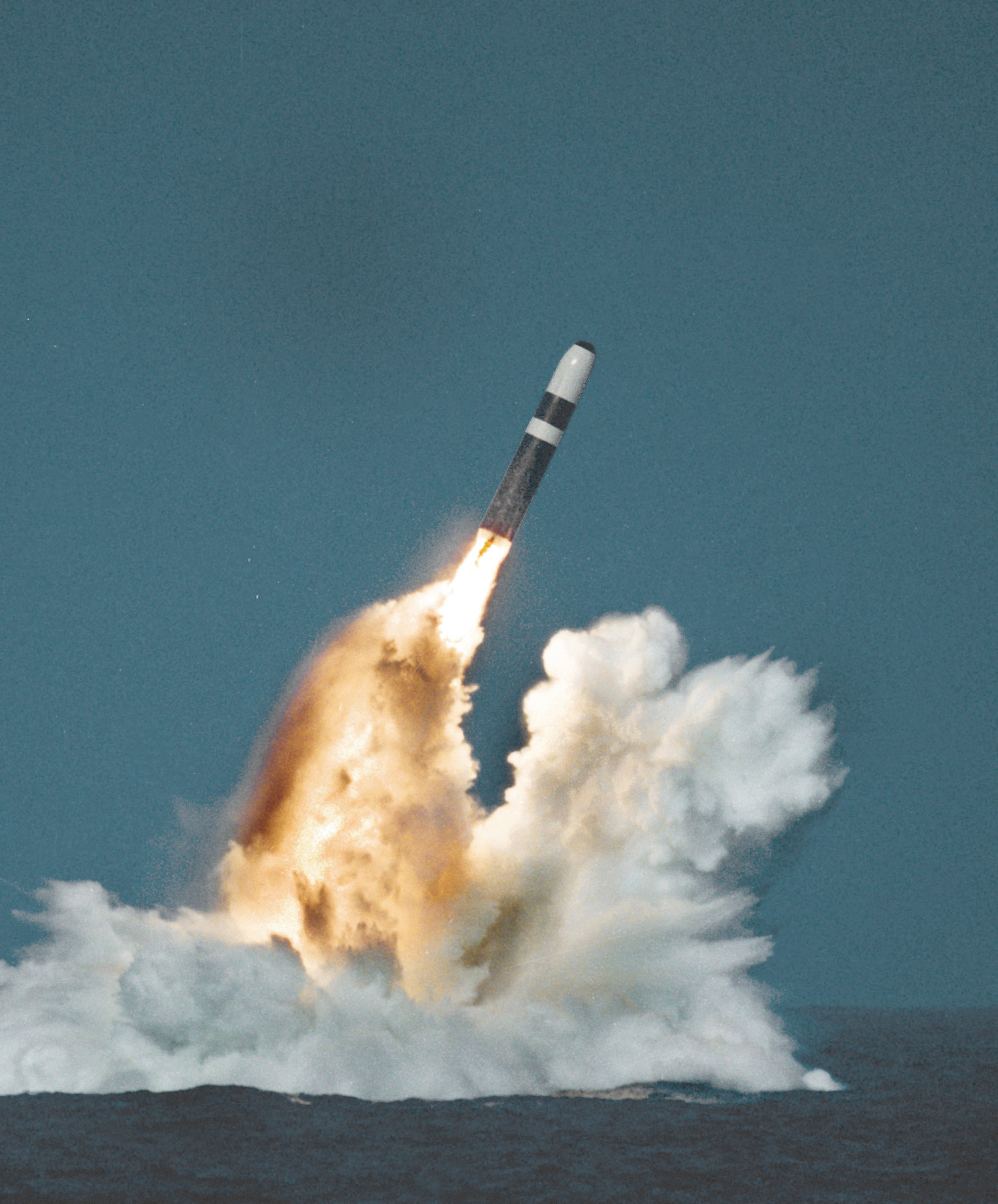
潜水艦から発射されるトライデントIIミサイル。潜水艦発射弾道ミサイルの脅威から都市を防衛することはほとんど不可能だと考えられていた。

MAD理論では、起こりうる核戦争を初期攻撃と第二攻撃の二段階に分けていた。初期攻撃は、核保有国A国による別の核保有国B国への、核兵器による最初の攻撃である。もしA国が初期攻撃の段階で、B国に対して核報復が不可能なほどのダメージを与えることができなければ、B国はA国に対して核兵器による第二攻撃を行うだろう。A,B国のどちらがアメリカかソ連であったとしても、戦争の結果、もはや両国が国としての体を成しえないほどにまで完全に破壊されてしまうだろうと考えられた。
ゲーム理論によれば、核戦争を始めることは破滅的な行為なので、理性を持った国の指導者は、わざわざ核戦争に突入するようなことをしないだろうと考えられる。しかしながら、もしある国が初期攻撃で敵国の報復能力を完全に破壊することができるのであれば、そのとき両国のパワーバランスは崩れ、核戦争は安全に遂行できることになってしまう。
MAD戦略は、人間の2つの相対する思考様式に基づいていると考えられる： 冷静な論理と、感情的な恐怖である。MADの"核抑止 (nuclear deterrence) "として知られるフレーズは、フランスでは"諫止 (dissuasion) "、ロシアでは"脅迫 (terrorization) "を意味する言葉に翻訳されて紹介された。イギリスの首相のウィンストン・チャーチルは、核戦争についての明白なパラドックスを称して「物事が悪くなればなるほど、もっと良くなる ("the worse things get, the better they are")」と言った。つまり相互破壊の危機が大きくなればなるほど、それを使用することができないために、世界はより安全になるという訳である。
核保有国は相互確証破壊の思想によって、さまざまな技術的・政治的要求を満たす必要に迫られた。たとえば、敵国は常に、"初期攻撃能力 (first strike capability) "を得ようとしているために、我々はそれを何としてでも防がなければならない、とさかんに議論された。この問題はアメリカでは50年代に、ミサイルギャップや爆撃機ギャップに関する議論として知られている。(それらの"ギャップ"は政治家によって作り出されたものだったのだが、当時はそれは分からなかったのである。) 敵国に初期攻撃能力を与えないように、アメリカ、ソ連両国は数千発もの核兵器を生産した。それらは、相手の国民と民間・軍事インフラ全てを破壊してもなおあり余るほどの量であった。
これらの政策と核戦略は、スタンリー・キューブリックの1964年の映画、『博士の異常な愛情』で風刺された。その映画ではソ連は、アメリカの初期攻撃能力を無能化するために皆殺し装置 (en:Doomsday machine) —核爆発を検知すると巨大水爆が爆発し、死の灰で世界中を埋めつくし世界を破滅させる装置—を開発する。その後、気の狂ったアメリカの将軍がソ連への核攻撃を命令、皆殺し装置が発動し、世界は滅ぶ、というプロットである。

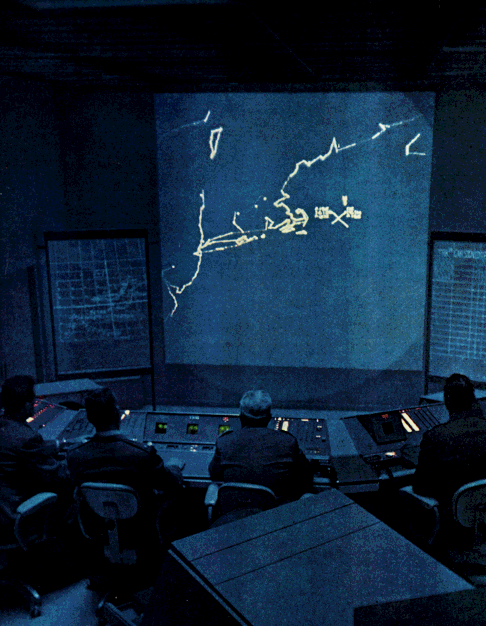
SAGE制御室。スクリーンにはアメリカ東海岸が表示されている。二つのターゲットが追跡されているところ。

核政策は初期の弾道ミサイル早期警戒システムの開発も促進した。伝統的な戦争は、どんなに速くても、せいぜいが1日か1週を単位として動いていた。長距離爆撃機により、攻撃の命令から実際の攻撃までの間隔は、1時間単位にまで縮まった。さらに、ロケットにより、その間隔は1分を単位とするまでになった。伝統的な指揮統制体制では、核攻撃への素早い対応ができないと考えられたため、敵の攻撃の探知と直接の即時の反応ができるような初期のコンピュータの開発も促された。
アメリカでは、半自動式防空管制組織 (SAGE) の開発に莫大な資金が使用された。それは遠隔地のレーダーからの情報を使い、敵爆撃機を追跡・迎撃するシステムである。SAGEは、世界初のリアルタイム処理、多重化システムであり、ディスプレイを備えた近代的な汎用コンピュータであった。

## キューバ危機とデタント
爆撃機と短距離ロケットは信頼できない。何故なら、航空機は撃ち落とされる可能性があり、初期の核ミサイルは限られた射程しか持たなかったからである。たとえば、最初のソ連のロケットの射程はヨーロッパまでに限られていた。しかし、1960年代までには、アメリカ合衆国、ソビエト連邦共に大陸間弾道ミサイル (ICBM) や潜水艦発射弾道ミサイル (SLBM) を開発していた。ICBMによって、世界中のほぼどこをも狙うことができるようになり、SLBMはそれより射程が短いものの、相手に気付かれることなく水中から接近し、近距離から核兵器を発射できるようになった。これらのミサイルの開発は、どの国にとってもそれまで以上に核攻撃からの防衛が非実用的になった。
迎撃する間もなくミサイルで都市が壊滅しうるという軍事的リアリティは、不安定な外交状況を生み出した。各国の指導者たちは瀬戸際外交政策を採り、もし対抗する国が核戦力上のアドバンテージを得るくらいならば、核戦争も辞さない、とまで主張するようになった。超大国では民間防衛プログラムが実施されて核シェルターの建設などが進められ、核戦争の生存可能性がさかんに議論された。

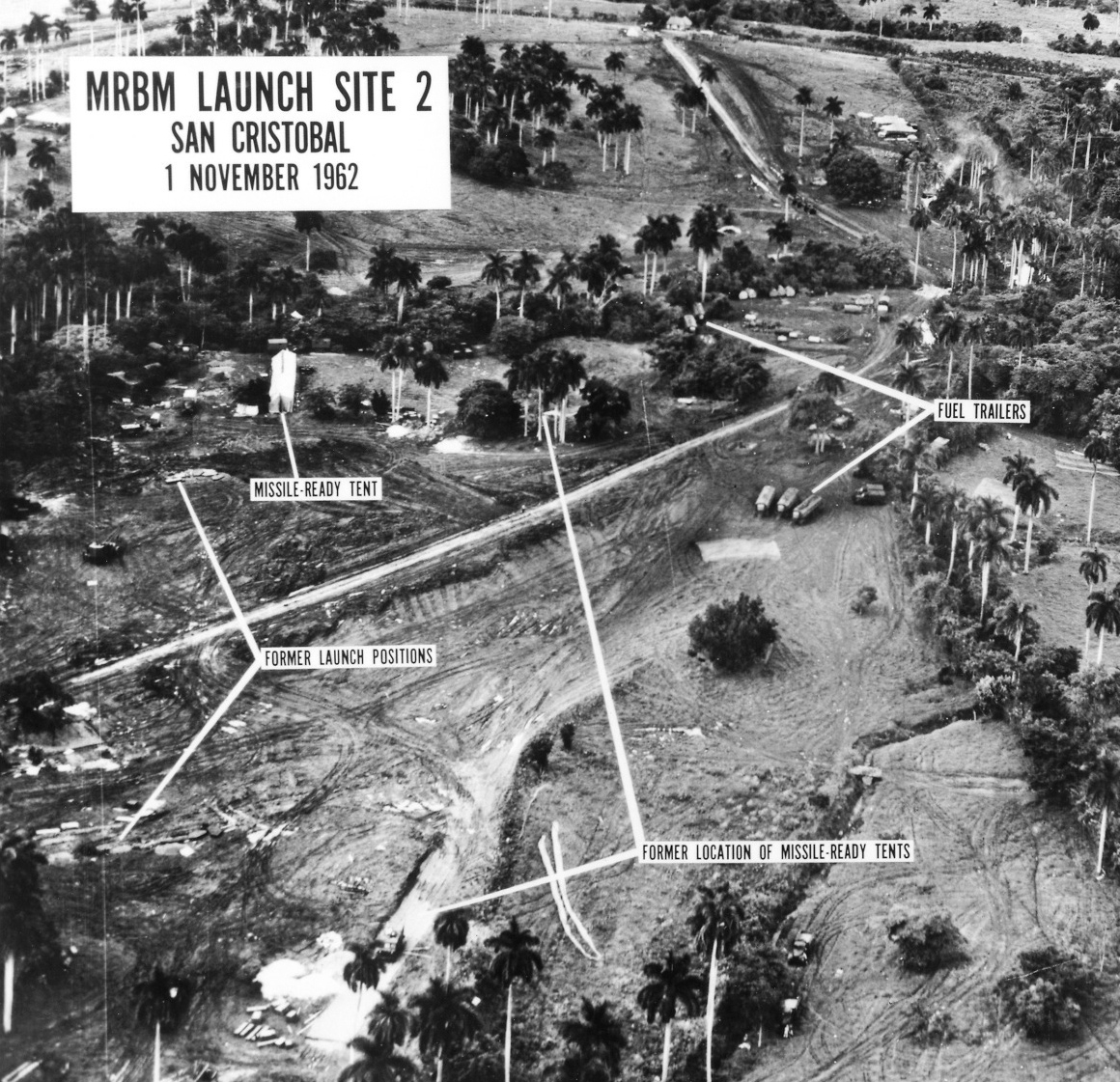
1962年、アメリカのスパイ航空機U-2 (航空機) が撮影したキューバの建設途中のミサイル基地。キューバ危機のきっかけとなった写真である。

瀬戸際外交のクライマックスは、1962年に起こったキューバ危機だろう。アメリカのスパイ航空機U-2が、アメリカのわずか150kmほど南に位置するキューバに準中距離弾道ミサイル基地群が建設されているのを発見し、米ソの対立が激化した事件である。当時のアメリカ大統領ジョン・F・ケネディは、エクスコムを設置し、キューバの首相フィデル・カストロがソビエト連邦第一書記ニキータ・フルシチョフと共謀してキューバへ核ミサイルを持ち込んだのだと結論付けた。同年10月22日、ケネディ大統領はテレビ演説でミサイルの発見を公表、ソ連を非難した。そして、キューバ周辺でソ連船に対する海上封鎖と臨検を行うことを宣言、同時に"あらゆる状況に対する"軍事的な準備ができている、とソ連に対して警告を行なった。キューバに持ちこまれたミサイルの射程は4,000 kmほどであり、もしもミサイル基地が完成すればアメリカ東海岸の主要都市を射程に収めることになるだろうと思われた。
米ソ両国の指導者たちは、第三次世界大戦突入の危機を背負いながら対峙し交渉した。フルシチョフがキューバに核を配備したがった直接の動機は、アメリカ合衆国がイギリス、イタリアやトルコ近くに似た兵器を配備しており、それに対する対抗のためだったとされている。10月26日には、フルシチョフからケネディに対して妥協案が示された。その内容は、もしアメリカが将来キューバに対する軍事行動を一切行わないならば、ソ連は全てのミサイルを撤退させるというものだった。フルシチョフは、相互の破滅的な運命を避けるために雄弁に訴えた。
『我々は、戦争という結び目のできたロープの端と端をこれ以上引くべきではありません。なぜなら、引っぱれば引っぱるほど結び目は固くなってしまうからです。そして、いつかこの結び目があまりに固く結ばれすぎて、もはや誰にもほどけなくなってしまうでしょう。そうしたら結び目を切るよりほかなくなってしまいます。私の言いたいことを説明する必要はないでしょう。なぜならあなたは我々2人の国がどれほど恐しい力を所持しているか、完璧にご存知だからです。』
しかしながら1日後の10月27日、ソビエトはさらなる条件を追加する。その内容は、アメリカに対してトルコに配備されたジュピターミサイルを撤去するように求めるものであった。この要求はアメリカ側には受け入れ難いものであり、また同日キューバ上空を偵察していたアメリカ空軍のU-2がソ連軍によって撃墜され、ソ連商船も臨検ラインの近くにまで迫った。ケネディは最初の条件を受け入れることを発表し、また弟のロバート・ケネディに命じて秘密裏にソ連大使に第二の条件、トルコからのミサイル撤去、も受け入れることを伝えさせた。
10月28日、ソ連船は臨検ライン前で停止し、その後少しそこに留まったあと、ソ連に向けて返っていった。フルシチョフは、キューバから全てのミサイルを撤去するように命じたと放送した。
この危機は、後にアメリカとソ連による全面核戦争に最も近づいて、両国の最後の妥協によりすんでのところで戦争突入が避けられたと考えられている。コミュニケーションの齟齬からの危機の再発の不安から、これを契機として米ソ間の初めてのホットラインが設置された。これは、米ソ首脳間を直接に繋ぎ、軍事活動や政策についてより容易に話し合うことができるようにするものである。この事件によって、アメリカ・ソ連両国のミサイル、爆撃機、潜水艦とコンピュータ化された発射装置によって、ささいな状況から世界の破滅までの拡大が、それまで考えられていたより簡単に起こりうるということが証明された。
キューバミサイル危機後の数年間で、アメリカとソ連は両国の核による緊張状態を解消するために力を尽くした。核軍縮への動きにおける一つの頂点は、1963年の部分的核実験禁止条約への調印であろう。この条約では、アメリカ・ソ連は今後大気・水中・宇宙での核実験を行わないとした。この条約では地下核実験は禁止されていなかったため両国はこれ以後も核兵器の開発を進めたものの、世界中の放射性降下物による危険は減少することになり、武力の誇示のための大規模核実験の時代は終焉を迎えることとなった。

## 冷戦の終結まで
キューバ危機後、米ソ両国はPTBTを初めとする条約を締結し、核戦争の危機は去ったかに見えた。しかし、これらの条約で廃止された核兵器は、老朽化して解体を待っているような、両国の核軍備への障碍にならないようなものだけであった。現に、ソ連が核兵器の備蓄数でアメリカ合衆国を上回ったのはこの時期である。米国はレーガン政権時代に軍縮から軍拡路線へと転換した。

## 初期の核拡散
1950年代から60年代にかけて、米ソ両国以外に他3カ国が"核クラブ"入りした。
イギリス連邦は、1943年にケベック協定でアメリカと核開発のリソースを共有 して以来、マンハッタン計画の初期からのメンバーであった。しかし、1946年にアメリカ合衆国でマクマホン法 (en:McMahon Act) として知られる、原子力技術の国外転移を禁じる法律 が成立した後、アメリカは一方的にイギリスとのパートナーシップを破棄し、今後イギリスには一切の情報を渡さないと通告した。クレメント・アトリー政権下のイギリスは、英国独自の原爆開発がなんとしても必要であると決定した。マンハッタン計画に協力していたため、イギリスは一部の分野では豊富な知識を持っていたものの、実用兵器を開発するまでの道はまだほど遠かった。
ファットマンを改良した型の原爆が開発され、1952年2月26日には当時の首相ウィンストン・チャーチルがイギリスも核兵器を開発したと宣言、最初の核実験であるハリケーン作戦は1952年10月3日に実施された。最初は自由落下爆弾であったがその後ミサイルを開発している。米英間の核兵器に関する協力関係は、1958年の米英相互防衛協定で回復している。この協定とポラリス販売協定 (Polaris Sales Agreement) の結果、英国はアメリカ・ロッキード社製の潜水艦ミサイル「ポラリス」の設計図を購入、独自の核弾頭を配備している。イギリスはミサイルの使用についてアメリカからの完全に独立したコントロールを所持している。
フランスは、第二次世界大戦まではジョリオ・キュリーの功績などもあり核物理学の先進国であった。しかしフランスでの研究は戦争によって途絶え、その後第四共和政の政権の不安定さと資金不足によって、研究が再開されることはなかった。しかし、1950年代には民間での核研究計画が開始し、その副産物としてプルトニウムが生成された。
1956年には、秘密組織の原子力軍事応用委員会 (Committee for the Military Applications of Atomic Energy) が組織され、核爆弾の運搬兵器の開発も開始された。1958年にシャルル・ド・ゴールがフランス大統領の座に復帰すると、彼は核爆弾の開発の最終決定を命じた。その後1960年には、フランスは植民地アルジェリアのサハラ砂漠で独自の核実験—ジェルボアーズ・ブルーを成功させた。その後、フランスは一時ＮＡＴＯも脱退し、禁じられた大気圏内核実験をムルロア環礁等で繰り返した。
1951年には、中国とソ連は協定を結び、中国側がソ連に対してウラン鉱を提供し、その見返りに核技術の援助を受けることに同意した。1953年には、中国は核エネルギーの民間利用に模した原子力研究プログラムを開始している。1950年代を通して、ソビエトは中国に大量の装置を提供したが、両国の関係が悪化するにつれてソ連側の協力は減少していく。そして、1959年には、中国はコピーのための核兵器の提供を拒絶されている。それにもかかわらず、中国は核開発の突貫計画を進め、1964年10月16日にはロプノール周辺にて最初の核実験を実施、1966年10月25日には核ミサイルを開発、そして水爆を1967年6月14日に開発した。ソロバンや計算尺等で計算を行い、爆薬調合には鍋釜を使ったという。
中国は原爆の核弾頭を1968年から、水爆の核弾頭を1974年から生産している。また、アメリカへのスパイ活動から得た情報を用いて中国の核弾頭は2200 kg から 700 kg まで小型化されたと考えられている。中国共産党の極端な秘密主義のために、現在の核兵器保有数ははっきりとしていない。それでも、最大で2000個の核弾頭が生産されたと考えられているが、実戦使用可能なものはそれよりもずっと少ないかもしれない。中国は21世紀初頭現在のところ、核兵器による先制攻撃をしないと宣言している唯一の国である。

## 第二の核の時代
核拡散の兆候は冷戦中から見られたが、ソ連の崩壊による冷戦の終了に伴って、それまで抑えつけられていた小国への核拡散あるいは闇取引グループへの核物質の流出が始まった。第二の核の時代である。1991年のソ連崩壊後の10年間で、核や放射性物質の盗難や紛失は明らかになったものだけで664件に達している。米国政府は、パキスタンの「原爆の父」といわれる科学者アブドゥル・カディル・カーンが闇取引のネットワークを組織し、北朝鮮、イラン、イラク等30か国に核技術を提供、北朝鮮に核物質を流したとしている。石川一洋は、イランの核技術については、核の平和利用の名の下に当時まだ友好国であったことからアメリカから供与された原子炉技術がもとになったとし、イスラエルの核開発にあたってはフランスが協力し之をアメリカも黙認したものとしている。
インドの最初の原爆実験は1974年５月に微笑むブッダというコードネームで地下実験として実施された。インド政府の説明によると、それは"平和目的の核爆発"としている。領土問題で係争する中国が核保有に危機感を抱いたためだったとされる。米議会の調査で、米国内のハンフォード核施設で行われた留学生のための研修に14人のインド人留学生が参加していたことが判明している。インドは原爆と (おそらく) 水爆を1998年に爆発させている。同年、インドと領土紛争を抱えインドへの敵愾心を持つ隣国パキスタンも対抗して原爆の地下実験を成功させ、国際社会から、相互に核兵器を使用し合うのではないかと懸念された。
また、ソビエト連邦の一部であった3国 (
ベラルーシ、
ウクライナ、
カザフスタン) は、ソ連崩壊時に核兵器を引き継いだが、それらは1996年までには全て自主的に放棄、またはロシアへと返還している。
2004年1月、パキスタン人冶金学者、兵器学者のカーン博士が告白したところによると、彼は核技術・核物質・知識や機器の闇市場を構築し、リビア、イラン、北朝鮮に核開発に繋がりうる物資・情報を提供したとされている。
南アフリカ共和国は、2006年3月に過去の核開発計画について発表した。それによると、1960年代に少なくとも6発のウラン型原爆を開発し たが、それらは全て1990年代初頭にまでは廃棄したという。一般的には核実験を行なったとは考えられていないが、1970年代にアメリカのスパイ衛星が"アフリカ南部で、短く、強烈な、二回の閃光を検出した"と伝えられている（ヴェラ事件として知られている）。これは南アフリカ共和国とイスラエルの核実験であったと推測されているが、一部にはこの閃光は自然現象だとの見方も存在する。なお、21世紀に入って南アフリカが核開発計画を明かすまでは、アメリカの諜報機関は南アフリカの核兵器についてまったく情報を得ていなかったという。
イスラエルは、実戦配備された核兵器を最大で数百程度所持していると広く国際社会から信じられている。しかし、公式には核兵器の保有を否定も肯定もしない立場を取り続けている。
北朝鮮は、2003年にNPTを脱退、2006年10月9日になって初の核実験を実施、また二度目の核実験を2009年5月25日に実施している。
この他にも、過去に核兵器の開発を目指していた国が多数存在する。過去の開発国を参照。

## 現在（21世紀初頭）
2025年現在、世界の核弾頭は冷戦時代の7万発から1万2千発に減ったものの、核兵器市場は兵器の高度化・多様化により冷戦時代の4倍になっているとされる。かつての米ソ対立のような大量の核兵器を背負った超大国同士の全面戦争の脅威はしばらく遠のいたが、しかしながら、2001年のアメリカ同時多発テロ以来、戦争の主流がテロやゲリラなどの「非対称戦争」に移ってきており、大国に対して力の劣る国やテロリストが大国に対して破滅覚悟の核テロをなすことも無いとは言いきれない。
北朝鮮・イラク・イランなど、政治力・経済力で不利な国家が、自身の生存の可能性を賭けて核兵器を開発する例もある。これらの国はしばしば独裁体制を敷いており政治的には不安定である。またテロリストにおいても、現に日本のテロ宗教団体であるオウム真理教はウラン採掘と核兵器製造を試みていた。
米ソ間のMAD戦略のような、"まともな"判断が通じず、突発的な核兵器の発射を引き起こすことが懸念されている。例えば、インド・パキスタン問題のように核開発の動機には民族問題が隠れていることが多く、こういった問題を抱えた国の指導者は「戦争で相手に負けるくらいならば、核兵器でもろとも道連れにしてしまおう」と考える可能性すらある。そういったことを防ぐために、国際的な核兵器不拡散のための取り組みが数多くなされている。小国、テロリスト組織への核流出の危険性に関しては、しばしば、2011年のリビアの反政府組織によるカダフィ大佐の処刑、2022年のロシアによるウクライナ侵攻を引き合いに出して、寧ろ核兵器を持つべきであった、捨てるべきではなかった、ということになるのではないかといった皮肉に満ちた論調もしばしばみられる。
2009年、アメリカ合衆国のバラク・オバマ大統領は、チェコのプラハで、いわゆるプラハ演説として知られる演説を行い、核軍縮・核不拡散の流れを主導し「核兵器のない世界に向けて、具体的な措置を取る」 と言明、同年10月にはノーベル平和賞を受けた。しかし、各国とも、アメリカ自身でさえも、『核なき世界』の理念には理解を示しつつも、短期的には核を保有しつづける姿勢を崩さなかった。そしてオバマの次の大統領であるドナルド・トランプは使える核兵器を開発する方針を示した。2017年に採択された核兵器禁止条約においても、核保有国は一様に採択を拒否した。
現在、北朝鮮がロシアのウクライナ侵攻に兵士を送っているのはロシアから見返りに中長距離核ミサイルの技術を得るためだとの説、また、宇宙空間で核爆発を起こさせ、それによって起きる電磁波で相手国の人工衛星・通信・IT手段を破壊する「電磁パルス攻撃」の危険性も考えられるとし、一部の国で研究されているといった説もある。